# Tierp
Tierp – miejscowość (tätort) w środkowej części Szwecji. Siedziba władz administracyjnych gminy Tierp w regionie Uppsala.

## Demografia
Liczba ludności Tierpu w latach 2000–2010.
- 2000 – 5147 mieszkańców[2]
- 2005 – 5377 mieszkańców[2]
- 2010 – 5587 mieszkańców[3]